# Jurij Fiłatow
Jurij Mykołajowycz Fiłatow (ukr. Юрій Миколайович Філатов, ur. 30 lipca 1948 w Nowej Uszycy) – radziecki kajakarz (Ukrainiec). Dwukrotny złoty medalista olimpijski.
W igrzyskach brał udział dwukrotnie (IO 72, O 76), na obu olimpiadach zdobywając medale. Jako członek czwórki w 1972 zajął pierwsze miejsce, cztery lata później osada ZSRR obroniła tytuł. Cztery razy stawał na podium mistrzostw świata w czwórce na dystansie 1000 metrów, dwukrotnie najwyższym (1970, 1971) i dwukrotnie drugim (1973, 1974).